# Бивио Коређи (Ферара)
Бивио Коређи (итал. Bivio Correggi) је насеље у Италији у округу Ферара, региону Емилија-Ромања.
Према процени из 2011. у насељу је живело 40 становника. Насеље се налази на надморској висини од 1 м.